# Pithecopus ayeaye
Pithecopus ayeaye è una specie di anfibio anuro della famiglia Phyllomedusidae.
È endemica dello stato di Minas Gerais e della zona adiacente allo stato di San Paolo (Brasile).
I suoi habitat naturali includono zone arbustive, fluviali e paludose. Questa specie è a rischio di estinzione a causa della distruzione del suo habitat naturale.